# Narodowy Instytut Fryderyka Chopina
El Narodowy Instytut Fryderyka Chopina (en català, Institut Frédéric Chopin) va ser creat l'any 2001 com a resultat d'una decisió legislativa del Parlament de Polònia. L'Institut es troba a Varsòvia i centra la seva activitat en la investigació i promoció de la vida i obra del compositor polonès Frédéric Chopin (Fryderyk Chopin). Les seves activitats inclouen publicacions, l'organització de concerts, la conservació del patrimoni físic i artístic Chopin, el seguiment de l'ús comercial del nom de Chopin i el funcionament d'un Centre d'Informació Chopin (amb una pàgina web de l'Institut). Entre els seus projectes de publicació hi ha una edició facsímil completa de l'obra de Chopin, compilat a partir de tots els manuscrits disponibles, editat per Zofia Chechlińska.
L'Institut també és l'organitzador del Concurs Internacional de Piano Frédéric Chopinm que se celebra cada 5 anys. També desenvolupa el programa "Joves Talents" per ajudar els joves pianistes polonesos.